# Günther Kruse
Günther Kruse (* 5. Juli 1934; † 18. Januar 2007) war ein argentinischer Diskuswerfer, der 1956 an den Olympischen Spielen teilnahm.
1956 wurde er Elfter bei den Olympischen Spielen in Melbourne. In derselben Disziplin gewann er die Goldmedaille bei den Iberoamerikanischen Spielen 1960 und bei den Leichtathletik-Südamerikameisterschaften 1961.
Seine persönliche Bestleistung stellte er im Jahr 1956 mit 52,84 m auf.